# 丹後接力號列車
丹後接力（日语： Tangorirē */?）號列車是由WILLER TRAINS（京都丹後鐵道）運行於福知山站至宮津站、網野站或豐岡站之間的特急列車。途經宮福線和宮津線。

## 概要
在北近畿丹後鐵道（KTR）開業以來，已經設有直通特急列車班次，從西日本旅客鐵道（JR西日本）的新大阪站或京都站直通至北近畿丹後鐵道內。在2011年3月12日時間表修正起，新大阪站的直通運輸班次終止。因此，於新大阪站到發的特急「丹後探索者」、「文殊」的KTR線區間，以及「丹後發現」於KTR線內行走的班次三者合併至特急「丹後接力」。
列車名稱透過公開招募而命名。列車名稱是取自列車所途經的地區名稱「丹後」，以及從京都、大阪方向的特急列車轉乘的「接力」組合而成。

## 運行概況
截至2021年3月13日，每日設有3往返班次。2號為行走於宮津至福知山之間，3、5、6號為行走於福知山至網野之間，1、4號為行走於福知山至豐岡之間（網野至豐岡之間為快速列車）。
在開始營運當初，設有下行5班和上行6班列車。當時設有直通至宮津線西舞鶴方向的班次（這個班次於宮津線內以普通列車行駛）。後來由於KTR001形老化，加上增加不需要特急費用的快速列車以吸引沿線居民使用，使在2013年3月16日時間表修正中減班及把部分區間變為快速列車，另外「丹後接力」不再行走於西舞鶴至宮津之間。
另外，為了穩定網野往豐岡方向的班次。於2016年3月26日時間表修正中，「丹後接力」不再行走網野以西路段（即前往豐岡），翌年2017年3月4日修正中，再次設有「丹後接力」前往豐岡，但是於該區間變為快速列車。在2018年3月17日修正中，「丹後接力」再次不再前往豐岡。在2021年3月13日修正中，再次設有「丹後接力」前往豐岡，直至現在。
「丹後接力」於福知山站可轉乘於新大阪站到發的特急「東方白鸛」和京都站到發的特急「城崎」。

### 停車站
福知山站 - 大江站 - 宮津站 - 天橋立站 - 與謝野站 - 京丹後大宮站 - 峰山站 - 網野站  - 夕日浦木津溫泉站 - 小天橋站 - 久美濱站 - 豐岡站
- 於網野站、豐岡站到發的列車班次會在宮津站改變行車方向。

### 使用車輛
「丹後接力」會使用KTR8000形柴油列車（愛稱：丹後探索者）。
「丹後接力」在過去曾經使用KTR001形柴油列車（愛稱：丹後發現），後來當轉用KTR8000形後，當KTR8000形進行車輛檢査使車輛不足時，才會重用KTR001形列車行走。

## 歷史
於新大阪站到發的特急「丹後探索者」、「文殊」的KTR線區間，以及「丹後發現」於KTR線內行走的班次三者合併至特急「丹後接力」
- 2011年（平成23年）3月12日 : 在當天的時間表修正中，特急「丹後探索者」、「文殊」的KTR線區間，以及「丹後發現」於KTR線內行走的班次三者合併至特急「丹後接力」，共有下行5班、上行6班。
- 2013年（平成25年）3月16日 : 減至3個往返班次。同時不再使用KTR001形行走，改用KTR8000形[3]。
- 2016年（平成28年）3月26日 : 不再於豐岡站到發。
- 2017年（平成29年）3月4日 : 再次駛入至豐岡站。
- 2018年（平成30年）3月17日 : 不再於豐岡站到發。
- 2021年（令和3年）3月13日 : 再次駛入至豐岡站[6]。

## 注腳

## 関連項目
- 北近畿大X網絡（日语：北近畿ビッグXネットワーク）

## 外部連結
- 京都丹後鐵道 （页面存档备份，存于）（日語）（官方網站）